# Heinz Gerstinger

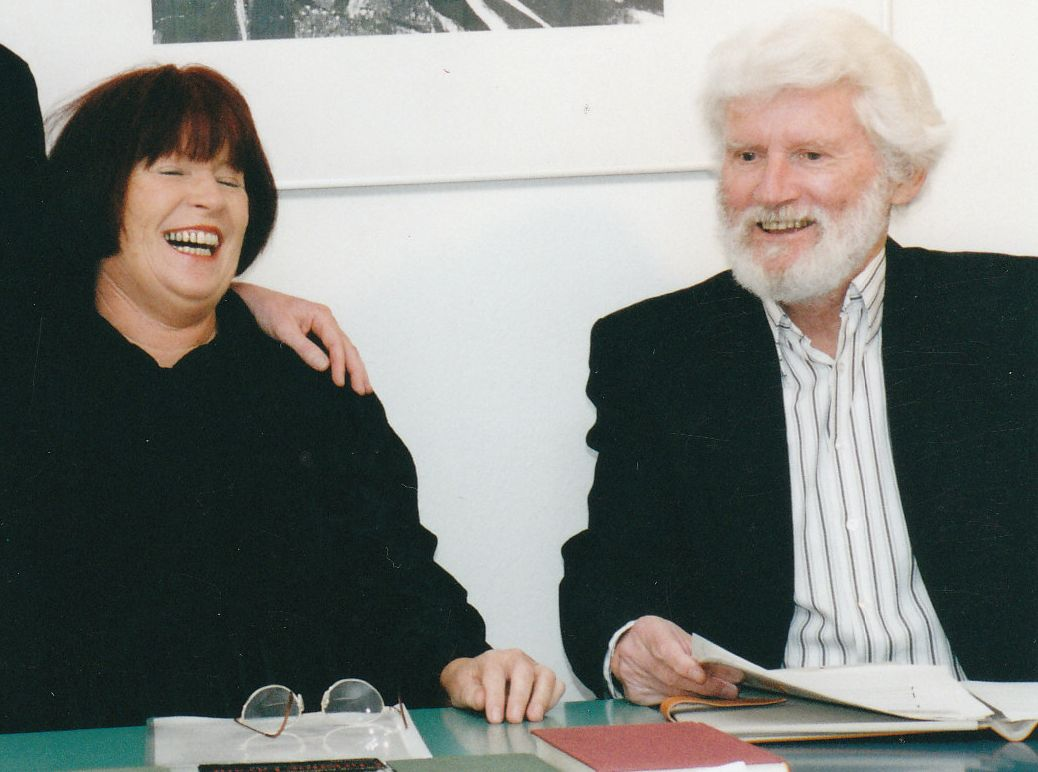
Heinz Gerstinger amb la seva dona Erika Santner

Heinz Gerstinger (n. el 13 d'octubre del 1919 a Viena) és un escriptor, dramaturg i historiador austríac.

## Vida
Heinz Gerstinger va estudiar història i dramatúrgia a la Universitat de Viena. Va treballar a les universitats de Graz i de Viena i a teatres a Graz, Augsburg i Viena. Va publicar en revistes i diaris i ha treballat per la televisió austríaca. Heinz Gerstinger és membre del PEN Àustria i de l'associació d'escriptors Österreichischer Schriftstellerverband.

## Obra

### Pel·lícules
- Com a actor: Bernhard Wicki (director): Das falsche Gewicht segons el llibre de Joseph Roth[1]

### Literatura
- Calderón, Velber Hannover Friedrich 1967
- Spanische Komödie - Lope de Vega und seine Zeitgenossen, Velber Hannover Friedrich 1968
- Theater und Religion heute, 1972
- Der Dramatiker Anton Wildgans, 1981
- Österreich, holdes Märchen und böser Traum - August Strindbergs Ehe mit Frida Uhl, Herold Viena 1981
- Der Dramatiker Hans Krendlesberger, Wagner Innsbruck 1981
- Wien von gestern - ein literarischer Streifzug durch die Kaiserstadt, Edition Wien Viena 1991, ISBN 3-85058-073-3
- Frau Venus reitet... - Die phantastische Geschichte des Ulrich von Lichtenstein, 1995
- Ausflugsziel Burgen - 30 Burgen rund um Wien, Pichler Viena 1998, ISBN 3-85431-158-3
- Altwiener literarische Salons - Wiener Salonkultur vom Rokoko bis zur Neoromantik (1777-1907), Akademische Verlagsanstalt Salzburg 2002, ISBN 3-9501445-1-X
- Der heilige Dämon - Gregor VII, Faksimile Verlag, Graz/Salzburg, ISBN 3-9502040-0-8